# Decinea
Decinea là một chi bướm ngày thuộc họ Bướm nâu.

## Các loài
- Decinea dama (Herrich-Schäffer, 1869)
- Decinea decinea (Hewitson, 1876)
- Decinea lucifer (Hübner, [1831])
- Decinea mammaea (Hewitson, 1876)
- Decinea milesi (Weeks, 1901)
- Decinea mustea Freeman, 1979
- Decinea neroides (Herrich-Schäffer, 1869)
- Decinea percosius (Godman, [1900])
- Decinea rindgei Freeman, 1969
- Decinea zapota Evans, 1955